# Ricardo Larrivée
Pour les articles homonymes, voir Larrivée.
Vous pouvez aider à l'améliorer ou bien discuter des problèmes sur sa page de discussion.
- Cet article biographique nécessite des références supplémentaires pour assurer sa vérifiabilité. (Marqué depuis décembre 2020)
- Il ne s’appuie pas, ou pas assez, sur des sources secondaires ou tertiaires. (Marqué depuis décembre 2020)
- Son ton est trop promotionnel ou publicitaire, voire hagiographique. Le texte doit adopter un ton neutre et encyclopédique. (Marqué depuis décembre 2020)

- Archive Wikiwix
- Bing
- Cairn
- DuckDuckGo
- E. Universalis
- Gallica
- Google
- G. Books
- G. News
- G. Scholar
- Persée
- Qwant
- (zh) Baidu
- (ru) Yandex
- (wd) trouver des œuvres sur Wikidata

Ricardo Larrivée (simplement appelé Ricardo), est né le 12 mars 1967 à Montréal (Québec). Chef cuisinier, il est l'animateur de l'émission Ricardo sur les ondes de Radio-Canada jusqu'au 19 avril 2023 et est l'animateur de Ricardo and Friends pour la chaîne Food Network.

## Carrière
Ricardo découvre sa passion pour la cuisine en 1984, alors qu'il étudie à l'Institut de tourisme et d'hôtellerie du Québec. Il poursuit ensuite des études en radio-télédiffusion à Ottawa en Ontario, au Collège Algonquin.
Il obtient un premier poste d'animateur radio à Regina en Saskatchewan. Sa passion pour l'art culinaire n'est pas très loin et Ricardo continue d'inventer des plats simples ou élaborés. Sympathique et inventif, il devient animateur d'une émission de cuisine.
Ricardo revient à Montréal et continue de travailler dans le domaine de la cuisine et des médias. Il devient chroniqueur pour la télévision, la radio et les journaux. Il poursuit sa carrière en apparaissant dans plusieurs émissions à Radio-Canada comme Menu à la carte, Pêchés mignons, Secrets de famille, Indicatif présent, Christiane Charrette et Beau temps pour s’étendre. Il écrit également pour le journal La Presse pendant deux ans, et y collabore toujours à titre de chroniqueur tous les samedis. Ricardo a véritablement débuté à la télévision avec des capsules de cuisine de cinq minutes présentées à la télé de Radio-Canada, pour ensuite devenir chroniqueur à l'émission Les Saisons de Clodine, à TVA.
Devenant une référence culinaire au Québec, Ricardo commence à animer sa propre émission de cuisine à Radio-Canada nommée Ricardo en 2001. Cette émission, qui a passé le cap des 2 500 épisodes en 2020, l'amène à créer son propre magazine de cuisine, dans lequel les lecteurs retrouvent, entre autres, ses recettes.
Au fil des ans, Ricardo publie plusieurs livres : Ma cuisine week-end, suivi par La chimie des desserts, lauréat or à Cuisine Canada, et par Parce qu'on a tous de la visite en 2009. Le 11 octobre 2012, il sort un nouveau livre intitulé La mijoteuse contenant plus de 65 recettes. De plus, le 22 octobre 2015, il  sort deux livres : La mijoteuse 2 et Mon premier livre de recettes Ricardo.
En octobre 2006, il commence le tournage de sa première émission de télévision en anglais, Ricardo and Friends, sur Food Network. Il enchaînera donc le tournage de ses deux émissions, qui s'effectue dans sa propre cuisine à Chambly.
En 2009, il lance son site web, un site culinaire.
Lors de l'été 2012, Ricardo est à la barre de l'émission Fermier urbain, consacrée à l'agriculture urbaine.
En 2014, il se lance dans le vin puis ouvre sa première boutique à Saint-Lambert, où les clients peuvent retrouver tous ses accessoires de cuisine. Deux ans plus tard, soit en 2016, Ricardo ouvre le tout premier « Café RICARDO », jumelé à sa boutique[pertinence contestée]. Ce n'est qu'en 2017 qu'il entame l'ouverture d'une deuxième boutique et café, cette fois-ci à Laval. L'année suivante, en 2018, c'est aux Galeries de la Capitale, à Québec, que la troisième Boutique + Café RICARDO s'installent. C'est justement dans cette succursale que le tout premier comptoir de prêt-à-manger RICARDO est ouvert, en 2019.
À l'automne 2015, Ricardo co-produit et anime l'émission Un chef à l'oreille diffusée à Radio-Canada.
En tant que passionné de cuisine, Ricardo est un fervent défenseur des produits locaux. Il s'implique également côté social en étant le porte-parole de La Tablée des chefs[source insuffisante].
Ricardo est nommé membre de l'Ordre du Canada, ainsi que chevalier de l'Ordre national du Québec (2017), grâce à ses efforts pour rendre la cuisine accessible à tous et pour son engagement dans diverses causes sociales.
Ricardo est passionné d'architecture et rénove plusieurs édifices dans le Vieux Chambly. En 2014, il s'est associé à un vignoble en Afrique du Sud pour développer une gamme de vins.
L'entreprise continue de se développer. Ricardo lance des sauces à cuisson et des gâteaux en exclusivité chez IGA en 2019, suivis par l’arrivée d’une trentaine d'autres produits Ricardo disponibles en épiceries,,.
En octobre 2022, Ricardo annonce un nouveau projet qu'il développe avec sa femme Brigitte. Le couple a écrit un livre de recettes ensemble, où ils présentent un ensemble de leurs recettes familiales. Dans leur nouveau livre nommé Manger ensemble, on retrouve une centaine de recettes, des trucs et différentes astuces pour aider dans la cuisine.
Lors de son passage à l'émission Tout le monde en parle en avril 2023, Ricardo annonce qu'il se retire de l'émission Ricardo à tire d'animateur après plus de 20 ans. Il annonce également que c'est Isabelle Deschamps Plante, juge de l'émission Les Chefs!, qui prendra la relève de Ricardo.
En 2025, Ricardo Larrivée coanime la 12e saison de l’émission Deux hommes en or et Rosalie avec Jean-Philippe Wauthier et Rosalie Bonenfant.

## Radio et télévision
- Beau temps pour s’étendre (radio) - chroniqueur
- Christiane Charrette - chroniqueur
- Saveurs de saisons - animateur
- Indicatif présent (radio) - Chroniqueur
- Menu à la carte - co-animateur
- Pêchés mignons (radio) - chroniqueur
- Secrets de famille - invité
- Ricardo - animateur (2002 à avril 2023)
- Ricardo and Friends - animateur
- Fermier urbain - animateur
- Un chef à l'oreille - animateur
- Les gourmands - co-animateur

## Livres
- Weekend Cooking, coécrit avec Christian LaCroix (Whitecap Books, 2006  (ISBN 1-55285-787-5),  (ISBN 978-1-55285-787-8))
- Ma cuisine weekend (La Presse, août 5, 2004  (ISBN 2-923194-05-5),  (ISBN 978-2-923194-05-9))
- La chimie des desserts : 60 recettes de Ricardo PER Christina Blais (La Presse, 2007),  (ISBN 2-923194-36-5),  (ISBN 978-2-923194-36-3)
- Parce qu'on a tous de la visite par Ricardo (La Presse, octobre 2008),  (ISBN 2-923194-96-9),  (ISBN 978-2923194967))
- Meals for every occasion (2009)
- La mijoteuse - de la lasagne à la crème brûlée (2012)
- Slow Cooker Favourites (2013)
- La Mijoteuse 2 et Mon premier livre de recettes (2015)
- Slow is better et Un Québécois dans votre cuisine en France (2016)
- Plus de légumes, Explique-moi... les aliments et Ultimate Slow Cooker (2018)
- Jeu questionnaire Le Quiz des aliments (2019)
- Vegetable First (2019)
- À la plaque (2020)
- Sheet Pan Everything (2021)
- Manger ensemble (2022)[16]

## Prix et distinctions
- Prix Gémeaux meilleur animateur (2012)
- Reçoit l'Ordre du Canada (2014)
- Prix Gémeaux pour son émission RICARDO (2015)
- Diplôme honoris causa de l'Institut de tourisme et d'hôtellerie du Québec (2016)
- Reçoit l'Ordre national du Québec (2017)
- Ricardo et Brigitte reçoivent un doctorat honoris causa de l'Université Laval pour souligner leur contribution dans le domaine de l'alimentation et de la nutrition au Québec (2018)[17]
- Brand of the Year (2018) du magazine Strategy[18]
- Meilleur magazine Art de vivre, Les prix du magazine canadien (2018)[19]
- Grand Prix DUX, émission de télé, pour On est les meilleurs (2018)[20]
- Prix Or pour le livre Plus de Légumes aux Lauréats des Saveurs du Canada[21]
- Gourmand World Cookbook Awards pour le Canada, dans la catégorie Television Chef Book World, pour le livre Vegetable First (2020)[22]
- Prix DUX Mieux Manger 2021, catégorie Initiatives en communication et éducation, pour le livre À la plaque[23]